# Action du 8 mai 1918
 (mai 2020).
Si vous disposez d'ouvrages ou d'articles de référence ou si vous connaissez des sites web de qualité traitant du thème abordé ici, merci de compléter l'article en donnant les références utiles à sa vérifiabilité et en les liant à la section « Notes et références ».
L’action du 8 mai 1918 est un petit engagement naval qui s'est déroulé au large d'Alger pendant la Première Guerre mondiale. Au cours de cette action, un yacht armé américain et un destroyer britannique ont croisé le sous-marin allemand UB-70. Cet engagement a été considéré, dans un premier temps, comme non concluant, avant d'être victorieux, les navires de guerre alliés étant crédités d'avoir coulé le sous-marin allemand.     

## Action
Le 16 avril, le sous-marin allemand UB-70 a quitté son port d'attache en Allemagne pour la Méditerranée à la fin de la Première Guerre mondiale. Sa mission était de mener des opérations de guerre sous-marine sans restriction contre les voies d'approvisionnement alliées, principalement contre les marchands italiens.

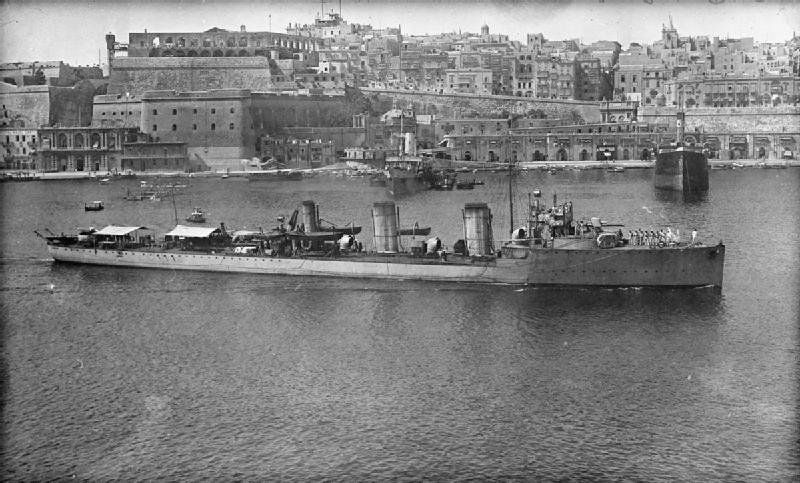
HMS Basilisk au large de Malte, vers 1915.

On sait peu de choses sur la disparition de l'UB-70, si ce n'est qu'il aurait été en opérations contre un convoi de ravitaillement allié au large d'Alger. Le 8 mai 1918, vers 17h00 le yacht américain USS Lydonia, commandé par Richard P. McCullough, et le destroyer britannique HMS Basilisk protégeaient un convoi de Bizerte à Gibraltar lorsqu'ils croisèrent l'UB-70, qui s'apprêtait à faire feu sur le navire marchand britannique SS Ingleside. Il est cependant possible que le sous-marin impliqué soit le SM U-38, celui-ci ayant été reconnu responsable du naufrage d'Ingleside.
Le sous-marin a tiré des torpilles et a touché au moins à une reprise le navire civil. Le navire Ingleside a pris feu et a commencé à couler. Le navire marchand était manœuvré par un nombre inconnu de marins, dont certains ont été tués ou blessés, et d’autres ont sombré avec le navire. Les survivants attendaient d'être secourus sur le pont du navire, ou dans les eaux aux alentours. Vers 17h35, les navires de guerre alliés localisèrent le sous-marin. 
Selon des récits d'après-guerre, le USS Lydonia ou le HMS Basilisk ont percuté le sous-marin allemand, qui a alors commencé à s'immerger et à fuir. Une poursuite s'ensuivit pendant quinze minutes, et plusieurs grenades anti-sous-marine furent lancées avec succès sur le sous-marin ennemi en fuite, jusqu'à ce qu'une nappe de pétrole commence à apparaître en surface. 
Si le sous-marin pourchassé était bien le SM U-38, il n'a pas coulé à ce moment-là, puisqu'il fut remis aux Français en février 1919.

## Conséquences

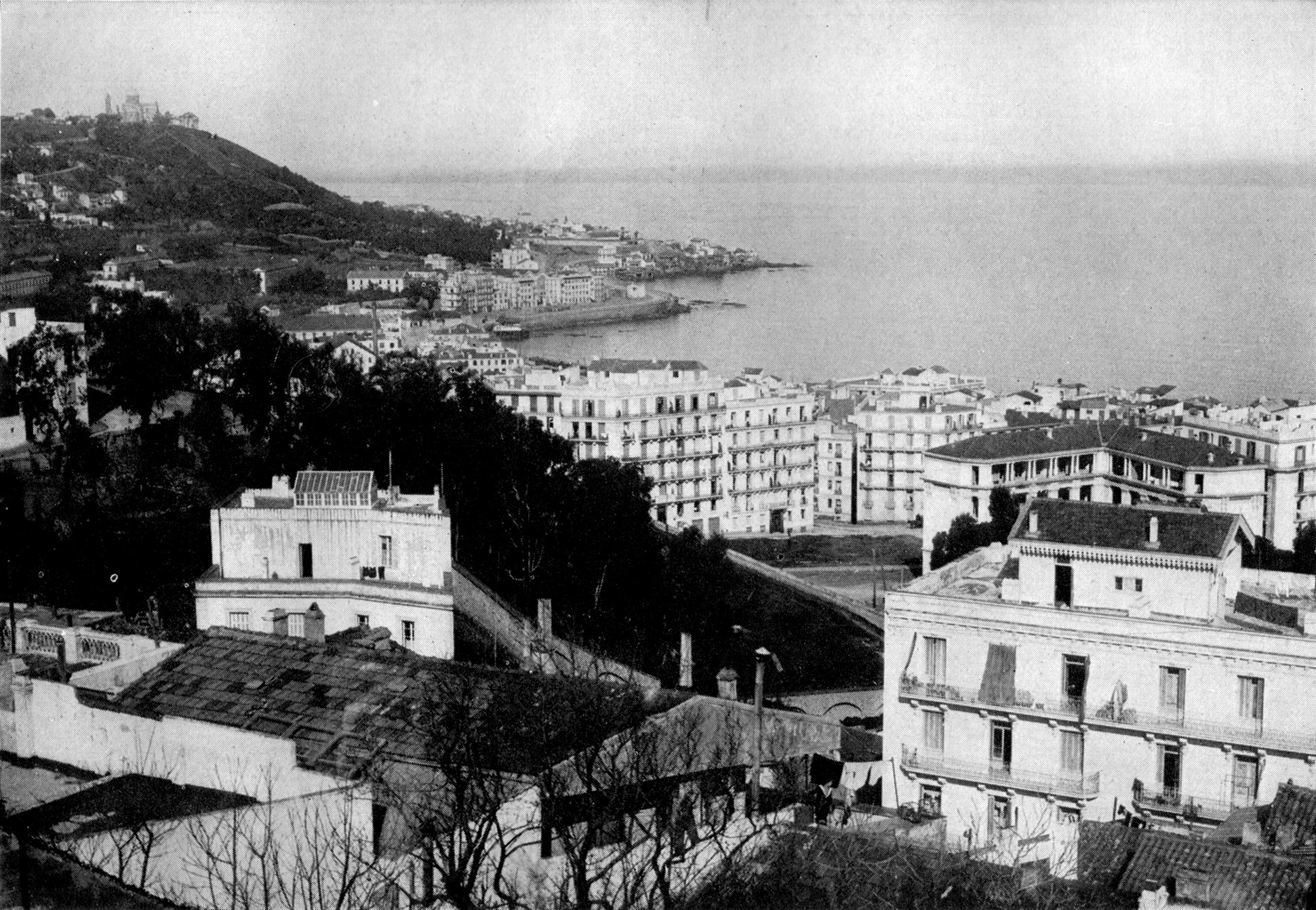
Le port d'Alger le long de la Méditerranée, vers 1920.

Après avoir supposé qu'ils avaient coulé le sous-marin ennemi, les navires Lydonia et Basilisk se dirigèrent à la hâte vers l'épave de l'Ingleside. Les navires britanniques et américains ont secouru certains survivants et les ont emmenés dans un port ami, probablement à Alger. 
Au début, l'incident a été répertorié comme un engagement non concluant, mais après la guerre, les autorités ont réalisé que le sous-marin UB-70 n'avait ensuite plus fait parler de lui et les navires américains et britanniques ont reçu des honneurs pour leur victoire. 
L'action au large de l'Algérie est devenue l'un des rares naufrages confirmés d'un sous-marin allemand par un navire américain lors de leur courte participation à la guerre navale. Si le UB-70 a été coulé, il s'agirait du seul navire connu à avoir été coulé par un navire américain dans les eaux méditerranéennes pendant le conflit.